# Богословський Кузьма Борисович
Кузьма Борисович Богословський — штаб-лікар П'ятого батальйону Окремого Оренбурзького корпусу.
Перший лікар, який подав медичну допомогу Тарасові Шевченку на засланні (під час його хвороби 1847 в Орській фортеці). Про цю допомогу (не зазначаючи прізвища лікаря) поет писав у листі до М. Лазаревського 20 грудня 1847.